# 1199
Portal Geschichte | Portal Biografien | Aktuelle Ereignisse | Jahreskalender | Tagesartikel

◄ |
11. Jahrhundert |
12. Jahrhundert
| 13. Jahrhundert | ►

◄ |
1160er |
1170er |
1180er |
1190er
| 1200er | 1210er | 1220er | ►

◄◄ |
◄ |
1195 |
1196 |
1197 |
1198 |
1199
| 1200 | 1201 | 1202 | 1203 | ► | ►►
Staatsoberhäupter  · Nekrolog
| Januar | Januar | Januar | Januar | Januar | Januar | Januar | Januar |
| Kw     | Mo     | Di     | Mi     | Do     | Fr     | Sa     | So     |
| ------ | ------ | ------ | ------ | ------ | ------ | ------ | ------ |
| 53     |        |        |        |        | 1      | 2      | 3      |
| 1      | 4      | 5      | 6      | 7      | 8      | 9      | 10     |
| 2      | 11     | 12     | 13     | 14     | 15     | 16     | 17     |
| 3      | 18     | 19     | 20     | 21     | 22     | 23     | 24     |
| 4      | 25     | 26     | 27     | 28     | 29     | 30     | 31     |

| Februar | Februar | Februar | Februar | Februar | Februar | Februar | Februar |
| Kw      | Mo      | Di      | Mi      | Do      | Fr      | Sa      | So      |
| ------- | ------- | ------- | ------- | ------- | ------- | ------- | ------- |
| 5       | 1       | 2       | 3       | 4       | 5       | 6       | 7       |
| 6       | 8       | 9       | 10      | 11      | 12      | 13      | 14      |
| 7       | 15      | 16      | 17      | 18      | 19      | 20      | 21      |
| 8       | 22      | 23      | 24      | 25      | 26      | 27      | 28      |

| März | März | März | März | März | März | März | März |
| Kw   | Mo   | Di   | Mi   | Do   | Fr   | Sa   | So   |
| ---- | ---- | ---- | ---- | ---- | ---- | ---- | ---- |
| 9    | 1    | 2    | 3    | 4    | 5    | 6    | 7    |
| 10   | 8    | 9    | 10   | 11   | 12   | 13   | 14   |
| 11   | 15   | 16   | 17   | 18   | 19   | 20   | 21   |
| 12   | 22   | 23   | 24   | 25   | 26   | 27   | 28   |
| 13   | 29   | 30   | 31   |      |      |      |      |

| April | April | April | April | April | April | April | April |
| Kw    | Mo    | Di    | Mi    | Do    | Fr    | Sa    | So    |
| ----- | ----- | ----- | ----- | ----- | ----- | ----- | ----- |
| 13    |       |       |       | 1     | 2     | 3     | 4     |
| 14    | 5     | 6     | 7     | 8     | 9     | 10    | 11    |
| 15    | 12    | 13    | 14    | 15    | 16    | 17    | 18    |
| 16    | 19    | 20    | 21    | 22    | 23    | 24    | 25    |
| 17    | 26    | 27    | 28    | 29    | 30    |       |       |

| Mai | Mai | Mai | Mai | Mai | Mai | Mai | Mai |
| Kw  | Mo  | Di  | Mi  | Do  | Fr  | Sa  | So  |
| --- | --- | --- | --- | --- | --- | --- | --- |
| 17  |     |     |     |     |     | 1   | 2   |
| 18  | 3   | 4   | 5   | 6   | 7   | 8   | 9   |
| 19  | 10  | 11  | 12  | 13  | 14  | 15  | 16  |
| 20  | 17  | 18  | 19  | 20  | 21  | 22  | 23  |
| 21  | 24  | 25  | 26  | 27  | 28  | 29  | 30  |
| 22  | 31  |     |     |     |     |     |     |

| Juni | Juni | Juni | Juni | Juni | Juni | Juni | Juni |
| Kw   | Mo   | Di   | Mi   | Do   | Fr   | Sa   | So   |
| ---- | ---- | ---- | ---- | ---- | ---- | ---- | ---- |
| 22   |      | 1    | 2    | 3    | 4    | 5    | 6    |
| 23   | 7    | 8    | 9    | 10   | 11   | 12   | 13   |
| 24   | 14   | 15   | 16   | 17   | 18   | 19   | 20   |
| 25   | 21   | 22   | 23   | 24   | 25   | 26   | 27   |
| 26   | 28   | 29   | 30   |      |      |      |      |

| Juli | Juli | Juli | Juli | Juli | Juli | Juli | Juli |
| Kw   | Mo   | Di   | Mi   | Do   | Fr   | Sa   | So   |
| ---- | ---- | ---- | ---- | ---- | ---- | ---- | ---- |
| 26   |      |      |      | 1    | 2    | 3    | 4    |
| 27   | 5    | 6    | 7    | 8    | 9    | 10   | 11   |
| 28   | 12   | 13   | 14   | 15   | 16   | 17   | 18   |
| 29   | 19   | 20   | 21   | 22   | 23   | 24   | 25   |
| 30   | 26   | 27   | 28   | 29   | 30   | 31   |      |

| August | August | August | August | August | August | August | August |
| Kw     | Mo     | Di     | Mi     | Do     | Fr     | Sa     | So     |
| ------ | ------ | ------ | ------ | ------ | ------ | ------ | ------ |
| 30     |        |        |        |        |        |        | 1      |
| 31     | 2      | 3      | 4      | 5      | 6      | 7      | 8      |
| 32     | 9      | 10     | 11     | 12     | 13     | 14     | 15     |
| 33     | 16     | 17     | 18     | 19     | 20     | 21     | 22     |
| 34     | 23     | 24     | 25     | 26     | 27     | 28     | 29     |
| 35     | 30     | 31     |        |        |        |        |        |

| September | September | September | September | September | September | September | September |
| Kw        | Mo        | Di        | Mi        | Do        | Fr        | Sa        | So        |
| --------- | --------- | --------- | --------- | --------- | --------- | --------- | --------- |
| 35        |           |           | 1         | 2         | 3         | 4         | 5         |
| 36        | 6         | 7         | 8         | 9         | 10        | 11        | 12        |
| 37        | 13        | 14        | 15        | 16        | 17        | 18        | 19        |
| 38        | 20        | 21        | 22        | 23        | 24        | 25        | 26        |
| 39        | 27        | 28        | 29        | 30        |           |           |           |

| Oktober | Oktober | Oktober | Oktober | Oktober | Oktober | Oktober | Oktober |
| Kw      | Mo      | Di      | Mi      | Do      | Fr      | Sa      | So      |
| ------- | ------- | ------- | ------- | ------- | ------- | ------- | ------- |
| 39      |         |         |         |         | 1       | 2       | 3       |
| 40      | 4       | 5       | 6       | 7       | 8       | 9       | 10      |
| 41      | 11      | 12      | 13      | 14      | 15      | 16      | 17      |
| 42      | 18      | 19      | 20      | 21      | 22      | 23      | 24      |
| 43      | 25      | 26      | 27      | 28      | 29      | 30      | 31      |

| November | November | November | November | November | November | November | November |
| Kw       | Mo       | Di       | Mi       | Do       | Fr       | Sa       | So       |
| -------- | -------- | -------- | -------- | -------- | -------- | -------- | -------- |
| 44       | 1        | 2        | 3        | 4        | 5        | 6        | 7        |
| 45       | 8        | 9        | 10       | 11       | 12       | 13       | 14       |
| 46       | 15       | 16       | 17       | 18       | 19       | 20       | 21       |
| 47       | 22       | 23       | 24       | 25       | 26       | 27       | 28       |
| 48       | 29       | 30       |          |          |          |          |          |

| Dezember | Dezember | Dezember | Dezember | Dezember | Dezember | Dezember | Dezember |
| Kw       | Mo       | Di       | Mi       | Do       | Fr       | Sa       | So       |
| -------- | -------- | -------- | -------- | -------- | -------- | -------- | -------- |
| 48       |          |          | 1        | 2        | 3        | 4        | 5        |
| 49       | 6        | 7        | 8        | 9        | 10       | 11       | 12       |
| 50       | 13       | 14       | 15       | 16       | 17       | 18       | 19       |
| 51       | 20       | 21       | 22       | 23       | 24       | 25       | 26       |
| 52       | 27       | 28       | 29       | 30       | 31       |          |          |

| Januar | Januar | Januar | Januar | Januar | Januar | Januar | Januar |
| Kw     | Mo     | Di     | Mi     | Do     | Fr     | Sa     | So     |
| ------ | ------ | ------ | ------ | ------ | ------ | ------ | ------ |
| 53     |        |        |        |        | 1      | 2      | 3      |
| 1      | 4      | 5      | 6      | 7      | 8      | 9      | 10     |
| 2      | 11     | 12     | 13     | 14     | 15     | 16     | 17     |
| 3      | 18     | 19     | 20     | 21     | 22     | 23     | 24     |
| 4      | 25     | 26     | 27     | 28     | 29     | 30     | 31     |

| Februar | Februar | Februar | Februar | Februar | Februar | Februar | Februar |
| Kw      | Mo      | Di      | Mi      | Do      | Fr      | Sa      | So      |
| ------- | ------- | ------- | ------- | ------- | ------- | ------- | ------- |
| 5       | 1       | 2       | 3       | 4       | 5       | 6       | 7       |
| 6       | 8       | 9       | 10      | 11      | 12      | 13      | 14      |
| 7       | 15      | 16      | 17      | 18      | 19      | 20      | 21      |
| 8       | 22      | 23      | 24      | 25      | 26      | 27      | 28      |

| März | März | März | März | März | März | März | März |
| Kw   | Mo   | Di   | Mi   | Do   | Fr   | Sa   | So   |
| ---- | ---- | ---- | ---- | ---- | ---- | ---- | ---- |
| 9    | 1    | 2    | 3    | 4    | 5    | 6    | 7    |
| 10   | 8    | 9    | 10   | 11   | 12   | 13   | 14   |
| 11   | 15   | 16   | 17   | 18   | 19   | 20   | 21   |
| 12   | 22   | 23   | 24   | 25   | 26   | 27   | 28   |
| 13   | 29   | 30   | 31   |      |      |      |      |

| April | April | April | April | April | April | April | April |
| Kw    | Mo    | Di    | Mi    | Do    | Fr    | Sa    | So    |
| ----- | ----- | ----- | ----- | ----- | ----- | ----- | ----- |
| 13    |       |       |       | 1     | 2     | 3     | 4     |
| 14    | 5     | 6     | 7     | 8     | 9     | 10    | 11    |
| 15    | 12    | 13    | 14    | 15    | 16    | 17    | 18    |
| 16    | 19    | 20    | 21    | 22    | 23    | 24    | 25    |
| 17    | 26    | 27    | 28    | 29    | 30    |       |       |

| Mai | Mai | Mai | Mai | Mai | Mai | Mai | Mai |
| Kw  | Mo  | Di  | Mi  | Do  | Fr  | Sa  | So  |
| --- | --- | --- | --- | --- | --- | --- | --- |
| 17  |     |     |     |     |     | 1   | 2   |
| 18  | 3   | 4   | 5   | 6   | 7   | 8   | 9   |
| 19  | 10  | 11  | 12  | 13  | 14  | 15  | 16  |
| 20  | 17  | 18  | 19  | 20  | 21  | 22  | 23  |
| 21  | 24  | 25  | 26  | 27  | 28  | 29  | 30  |
| 22  | 31  |     |     |     |     |     |     |

| Juni | Juni | Juni | Juni | Juni | Juni | Juni | Juni |
| Kw   | Mo   | Di   | Mi   | Do   | Fr   | Sa   | So   |
| ---- | ---- | ---- | ---- | ---- | ---- | ---- | ---- |
| 22   |      | 1    | 2    | 3    | 4    | 5    | 6    |
| 23   | 7    | 8    | 9    | 10   | 11   | 12   | 13   |
| 24   | 14   | 15   | 16   | 17   | 18   | 19   | 20   |
| 25   | 21   | 22   | 23   | 24   | 25   | 26   | 27   |
| 26   | 28   | 29   | 30   |      |      |      |      |

| Juli | Juli | Juli | Juli | Juli | Juli | Juli | Juli |
| Kw   | Mo   | Di   | Mi   | Do   | Fr   | Sa   | So   |
| ---- | ---- | ---- | ---- | ---- | ---- | ---- | ---- |
| 26   |      |      |      | 1    | 2    | 3    | 4    |
| 27   | 5    | 6    | 7    | 8    | 9    | 10   | 11   |
| 28   | 12   | 13   | 14   | 15   | 16   | 17   | 18   |
| 29   | 19   | 20   | 21   | 22   | 23   | 24   | 25   |
| 30   | 26   | 27   | 28   | 29   | 30   | 31   |      |

| August | August | August | August | August | August | August | August |
| Kw     | Mo     | Di     | Mi     | Do     | Fr     | Sa     | So     |
| ------ | ------ | ------ | ------ | ------ | ------ | ------ | ------ |
| 30     |        |        |        |        |        |        | 1      |
| 31     | 2      | 3      | 4      | 5      | 6      | 7      | 8      |
| 32     | 9      | 10     | 11     | 12     | 13     | 14     | 15     |
| 33     | 16     | 17     | 18     | 19     | 20     | 21     | 22     |
| 34     | 23     | 24     | 25     | 26     | 27     | 28     | 29     |
| 35     | 30     | 31     |        |        |        |        |        |

| September | September | September | September | September | September | September | September |
| Kw        | Mo        | Di        | Mi        | Do        | Fr        | Sa        | So        |
| --------- | --------- | --------- | --------- | --------- | --------- | --------- | --------- |
| 35        |           |           | 1         | 2         | 3         | 4         | 5         |
| 36        | 6         | 7         | 8         | 9         | 10        | 11        | 12        |
| 37        | 13        | 14        | 15        | 16        | 17        | 18        | 19        |
| 38        | 20        | 21        | 22        | 23        | 24        | 25        | 26        |
| 39        | 27        | 28        | 29        | 30        |           |           |           |

| Oktober | Oktober | Oktober | Oktober | Oktober | Oktober | Oktober | Oktober |
| Kw      | Mo      | Di      | Mi      | Do      | Fr      | Sa      | So      |
| ------- | ------- | ------- | ------- | ------- | ------- | ------- | ------- |
| 39      |         |         |         |         | 1       | 2       | 3       |
| 40      | 4       | 5       | 6       | 7       | 8       | 9       | 10      |
| 41      | 11      | 12      | 13      | 14      | 15      | 16      | 17      |
| 42      | 18      | 19      | 20      | 21      | 22      | 23      | 24      |
| 43      | 25      | 26      | 27      | 28      | 29      | 30      | 31      |

| November | November | November | November | November | November | November | November |
| Kw       | Mo       | Di       | Mi       | Do       | Fr       | Sa       | So       |
| -------- | -------- | -------- | -------- | -------- | -------- | -------- | -------- |
| 44       | 1        | 2        | 3        | 4        | 5        | 6        | 7        |
| 45       | 8        | 9        | 10       | 11       | 12       | 13       | 14       |
| 46       | 15       | 16       | 17       | 18       | 19       | 20       | 21       |
| 47       | 22       | 23       | 24       | 25       | 26       | 27       | 28       |
| 48       | 29       | 30       |          |          |          |          |          |

| Dezember | Dezember | Dezember | Dezember | Dezember | Dezember | Dezember | Dezember |
| Kw       | Mo       | Di       | Mi       | Do       | Fr       | Sa       | So       |
| -------- | -------- | -------- | -------- | -------- | -------- | -------- | -------- |
| 48       |          |          | 1        | 2        | 3        | 4        | 5        |
| 49       | 6        | 7        | 8        | 9        | 10       | 11       | 12       |
| 50       | 13       | 14       | 15       | 16       | 17       | 18       | 19       |
| 51       | 20       | 21       | 22       | 23       | 24       | 25       | 26       |
| 52       | 27       | 28       | 29       | 30       | 31       |          |          |

## Ereignisse

### Politik und Weltgeschehen

#### Heiliges Römisches Reich
- Nach der Doppelwahl von 1198 kommt es zu Meinungsverschiedenheiten zwischen Papst Innozenz III. und Philipp von Schwaben, der eine päpstliche Lehenshoheit über das Königreich Sizilien ablehnt. Innozenz nähert sich daraufhin der welfischen Partei um Otto IV. an.
- 28. Mai: Nachdem Papst Innozenz seine Unterstützung für Otto IV. angekündigt hat, veröffentlichen die staufisch gesinnten Reichsfürsten die Speyerer Fürstenerklärung. Die Erklärung spricht dem Papst das Recht ab, an der deutschen Königswahl mitzuwirken, und fordert Innozenz III. auf, nicht weiter die Rechte des Reiches in Italien zu verletzen. Außerdem drohen die Fürsten damit, mit aller Macht nach Rom zu kommen, um die Kaiserkrönung Philipps durchzusetzen. Der Staufer weiß zu diesem Zeitpunkt vier Erzbischöfe, 23 Reichsbischöfe, vier Reichsäbte und 18 weltliche Reichsfürsten hinter sich.
- Philipp von Schwaben feiert das Weihnachtsfest mit ungeheurer Pracht in Magdeburg und damit in unmittelbarer Nähe zum welfischen Zentrum Braunschweig. Einige anwesende Fürsten bekundeten durch ihre Teilnahme erstmals öffentlich ihre Unterstützung für den Staufer. Walther von der Vogelweide verfasst den Spruch zur Magdeburger Weihnacht.

#### England/Frankreich
- Im von kirchlicher Seite vermittelten Frieden zwischen dem französischen König Philipp II. und dem in der Schlacht bei Gisors siegreichen Richard Löwenherz muss ersterer alle Besitzungen des englischen Königs in Frankreich anerkennen. Richard kann sich danach auf die Auseinandersetzung mit dem aufständischen Adel in Aquitanien unter der Führung von Adémar V. von Limoges konzentrieren. Im März beginnt er die Belagerung der Burg Châlus.
- 25. März: Richard Löwenherz wird von einem Pfeil oder einem Armbrustbolzen, der angeblich von dem Schützen Pierre Basile abgefeuert wurde, schwer verwundet.
- 6. April: Richard Löwenherz stirbt in den Armen seiner Mutter Eleonore von Aquitanien an der erlittenen Verwundung. Nachfolger wird sein Bruder Johann Ohneland.
- Unmittelbar nachdem er von Richards Tod erfahren hat, marschiert Philipp II. in der Normandie ein. Unter Führung von Guillaume des Roches erklären die Barone von Anjou, Maine und Tours Richards Neffen Arthur zum Herzog und überzeugen die Stadt Angers, ihre Tore für Arthur und dessen Mutter Konstance zu öffnen. Auch in Aquitanien laufen die aufständischen Adeligen zu Philipp über.
- 25. April: Johann wird in Rouen als Herzog von Normandie eingesetzt. Anschließend zieht er nach Le Mans, das er als Vergeltung für die Unterstützung Arthurs und Philipps II. plündert.
- 27. Mai: Johann Ohneland wird in Westminster Abbey zum König von England gekrönt. Bereits einen Monat später erscheint er mit seiner Armee in der Normandie und zwingt Philipp II. zur Aufgabe der Belagerung der Burg Lavardin.
- September: Guillaume des Roches wechselt die Seiten und verbündet sich mit Johann. Arthur und Konstance fliehen an den französischen Hof. Ende des Jahres beginnen Friedensverhandlungen zwischen Philipp II. und Johann.
- Herzogin Konstanze von der Bretagne heiratet Vizegraf Guido von Thouars.
- Die Ehe zwischen Johann Ohneland und Isabel von Gloucester wird für ungültig erklärt.

#### Kreuzzüge
- 28. November: Auf einem Turnier am Hof des Grafen Theobald III. von Champagne tritt der Wanderprediger Fulko von Neuilly auf. Von seiner Predigt befeuert schwören alle Anwesenden, unter anderem Theobalds Cousin Ludwig von Blois, das Kreuz zu nehmen.

#### Iberische Halbinsel
- al-Andalus: Abū Yūsuf Yaʿqūb al-Mansūr stirbt im Januar während eines Feldzuges. Mit dem von ihm bestimmten Nachfolger Muhammad an-Nasir kommt ein schwacher und unsicherer Herrscher auf den Thron der Almohaden in Sevilla.

#### Osteuropa

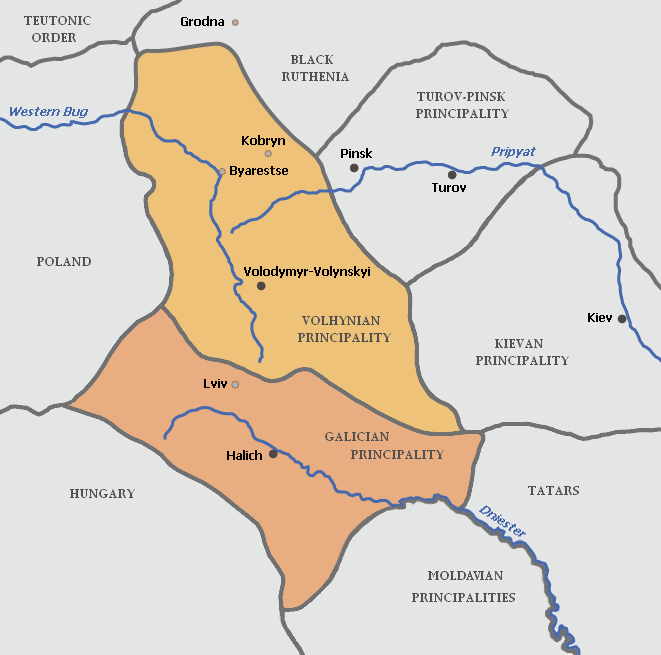
Die Fürstentümer Halitsch und Wladimir 1124–1199

- Dem ruthenischen Fürsten Roman aus dem Geschlecht der Rurikiden gelingt es mit polnischer Hilfe, im Fürstentum Halitsch Fuß zu fassen. Er verbindet es mit seinem Fürstentum Wolhynien zum Fürstentum Halytsch-Wolodymyr mit Sitz in Halitsch.

#### Japan
- 9. Februar: Kamakura-Zeit/Shōgunat: Nach dem Tod seines Vaters Minamoto no Yoritomo wird Minamoto no Yoriie Oberhaupt des Minamoto-Klans. Er gerät in einen Machtkampf mit seinem Großvater Hōjō Tokimasa und der Hōjō-Dynastie.

### Religion

#### Kirchenhierarchie

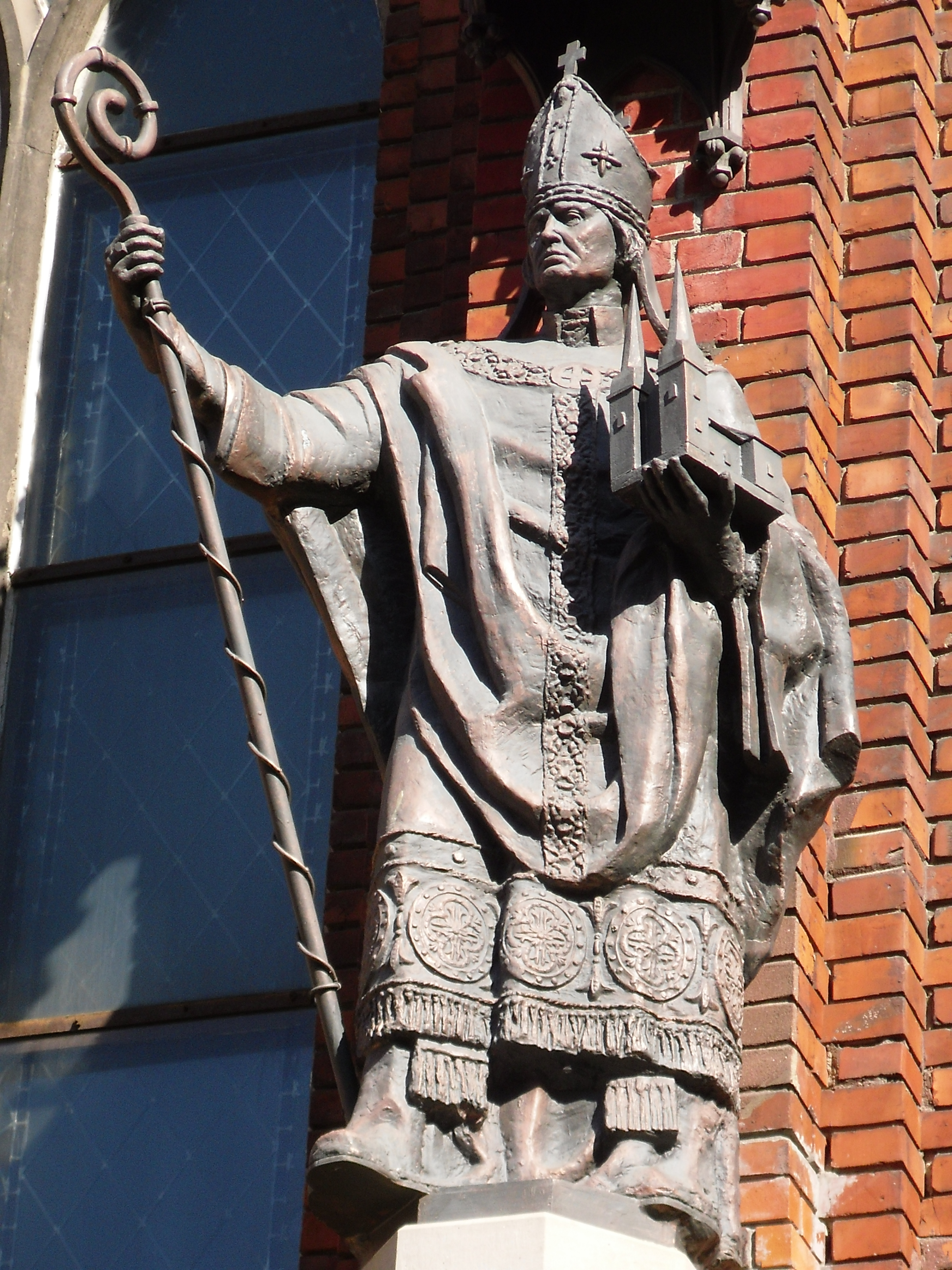
Albert-Statue am Dom zu Riga

- Albert von Buxthoeven wird von seinem Stiefonkel, dem Erzbischof Hartwig II. von Bremen, zum Bischof von Livland erhoben. Sein Vorgänger Berthold ist im Vorjahr auf einem Kreuzzug gegen die Liven ums Leben gekommen.
- Papst Innozenz III. exkommuniziert Konrad von Querfurt unter dem Vorwurf der Ämterkumulation, nachdem dieser sich geweigert hat, auf das Bistum Würzburg zu verzichten, obwohl er gleichzeitig bereits Bischof von Hildesheim ist. Nachdem er bereits das Bistum Hildesheim aufgegeben hat, verzichtet Konrad auch auf Würzburg und reist nach Italien, um beim Papst Abbitte zu leisten. Der Papst erteilt ihm daraufhin die Absolution und bestätigt ihn als Bischof von Würzburg. Hartberg wird neuer Bischof von Hildesheim.

#### Ketzerverfolgung
- 25. März: Die Dekretale Vergentis in senium von Papst Innozenz III. ist an den Klerus, die Konsuln und insbesondere auch an die Bürger von Viterbo, einer Stadt im Patrimonium Petri, gerichtet, mit dem Ziel, die Ketzer in den Schoß der Kirche zurückzuführen.

#### Ordensgemeinschaften
- 19. Februar: Papst Innozenz III. erkennt den im Vorjahr gegründeten Deutschen Orden als Ritterorden an.

#### Klöster
- Das Kloster Eldena wird gegründet.
- Das Kloster Bonlieu wird auf Initiative der Grafen von Forez als Tochterkloster des Klosters Mazan gegründet.

## Geboren
- 17. April: Marie de Ponthieu, Gräfin von Ponthieu und Montreuil
- 30. Juli/5. August: Ferdinand III., König von Kastilien und León († 1252)
- Guttorm Sigurdsson, König von Norwegen († 1204)
- Thomas II., Herr von Piemont, Graf von Flandern und Hennegau sowie Graf von Savoyen († 1259)
- um 1199: Rainald Graf von Segni, auch Rinaldo Conti, unter dem Namen Alexander IV. Papst († 1261)

## Gestorben

### Todesdatum gesichert
- 9. Februar: Minamoto no Yoritomo, erster Shogun Japans (* 1147)
- 10. Februar: Albrecht III., Graf von Habsburg, Vogt von Muri und Landgraf im Elsass

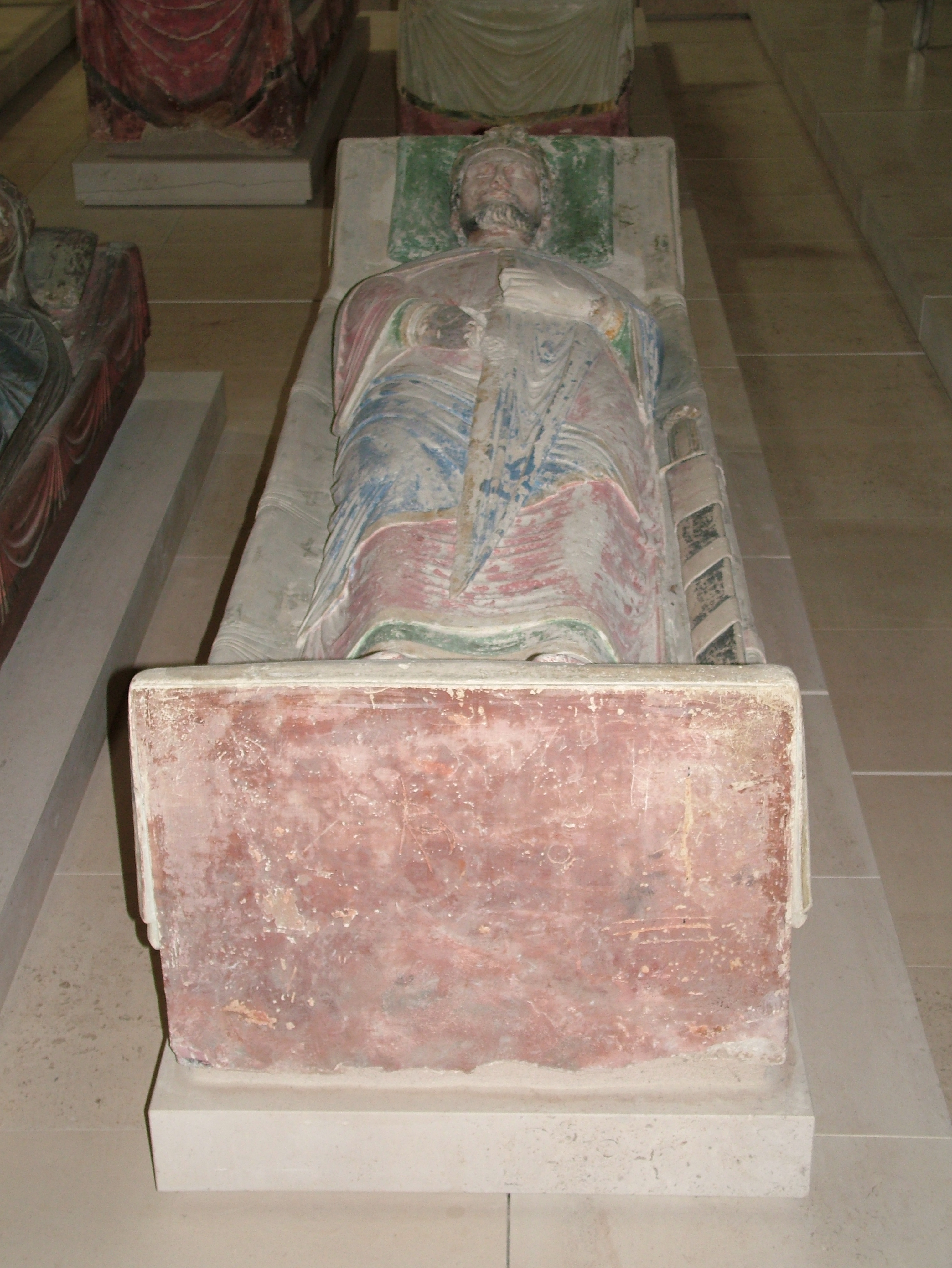
Grabstätte von Richard Löwenherz im Kloster Fontevrault

- 6. April: Richard Löwenherz, König von England, einer der Anführer des Dritten Kreuzzugs (* 1157)
- 6. April: Pierre Basile, legendärer französischer Armbrustschütze
- 20. August: Matthew, Bischof von Aberdeen
- 4. September: Johanna von England, Königin von Sizilien und Gräfin von Toulouse (* 1165)
- 7. November: Michael der Syrer, Patriarch der Syrisch-Orthodoxen Kirche (* 1126)
- 18. Dezember: Engelbert von Brabant, Bischof von Olmütz

### Genaues Todesdatum unbekannt
- Januar: Abū Yūsuf Yaʿqūb al-Mansūr, Kalif der Almohaden (* um 1160)
- Mai/Juni: Raimund IV., Graf von Tripolis und Regent von Antiochia
- September: Ralph Bloet, anglonormannischer Adeliger
- Adémar V., Vizegraf von Limoges (* um 1135)
- Shigpo Düdtsi, Dzogchen-Meister der Kama-Tradition der Nyingma-Schule des tibetischen Buddhismus (* 1149)
- Spitignev, Herzog von Brünn